# Gobierno Werner-Thorn-Flesch
El gobierno de Werner-Thorn-Flesch fue el gobierno de Luxemburgo entre el 16 de julio de 1979 y el 20 de julio de 1984.
Dependiendo de su composición, puede referirse como:
- Gobierno de Werner-Thorn del 16 de julio de 1979 al 22 de noviembre de 1980;
- Gobierno de Werner-Flesch del 22 de noviembre de 1980 al 20 de julio de 1984;

Estuvo liderada por Pierre Werner, vencedor de las elecciones legislativas de 1979 y formada por una coalición entre el Partido Popular Social Cristiano (CSV) y el Partido Democrático (DP).

## Gabinete Ministerial

### Vice primer ministro

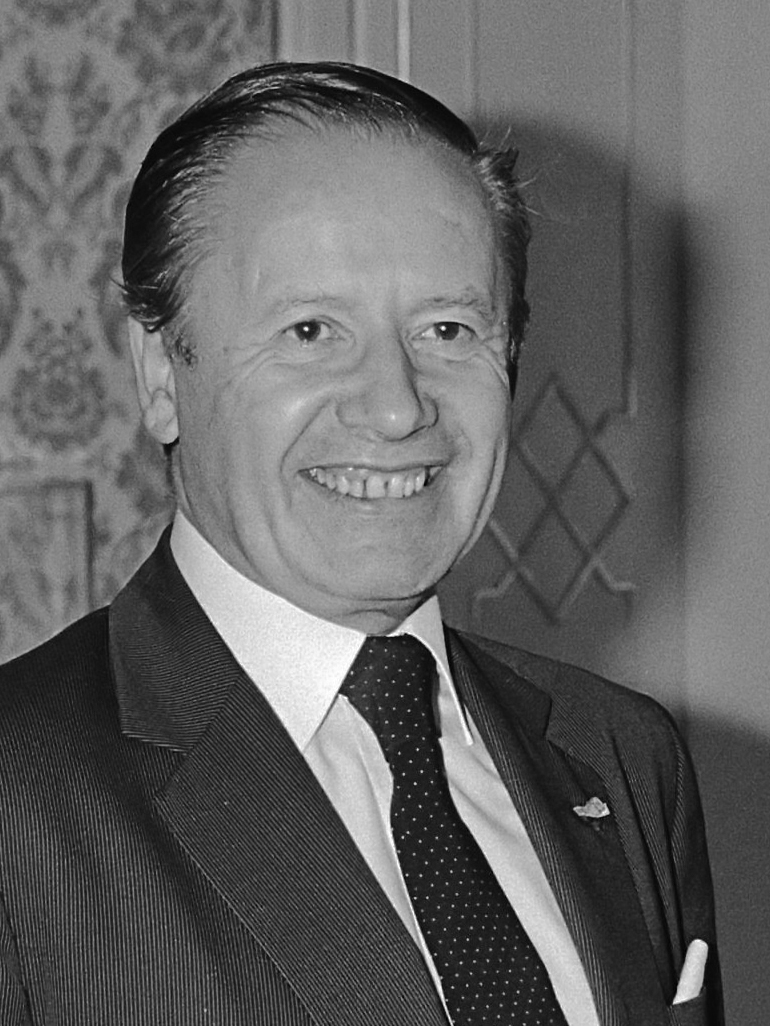
Gaston Thorn, vice primer ministro de 1979 a 1980
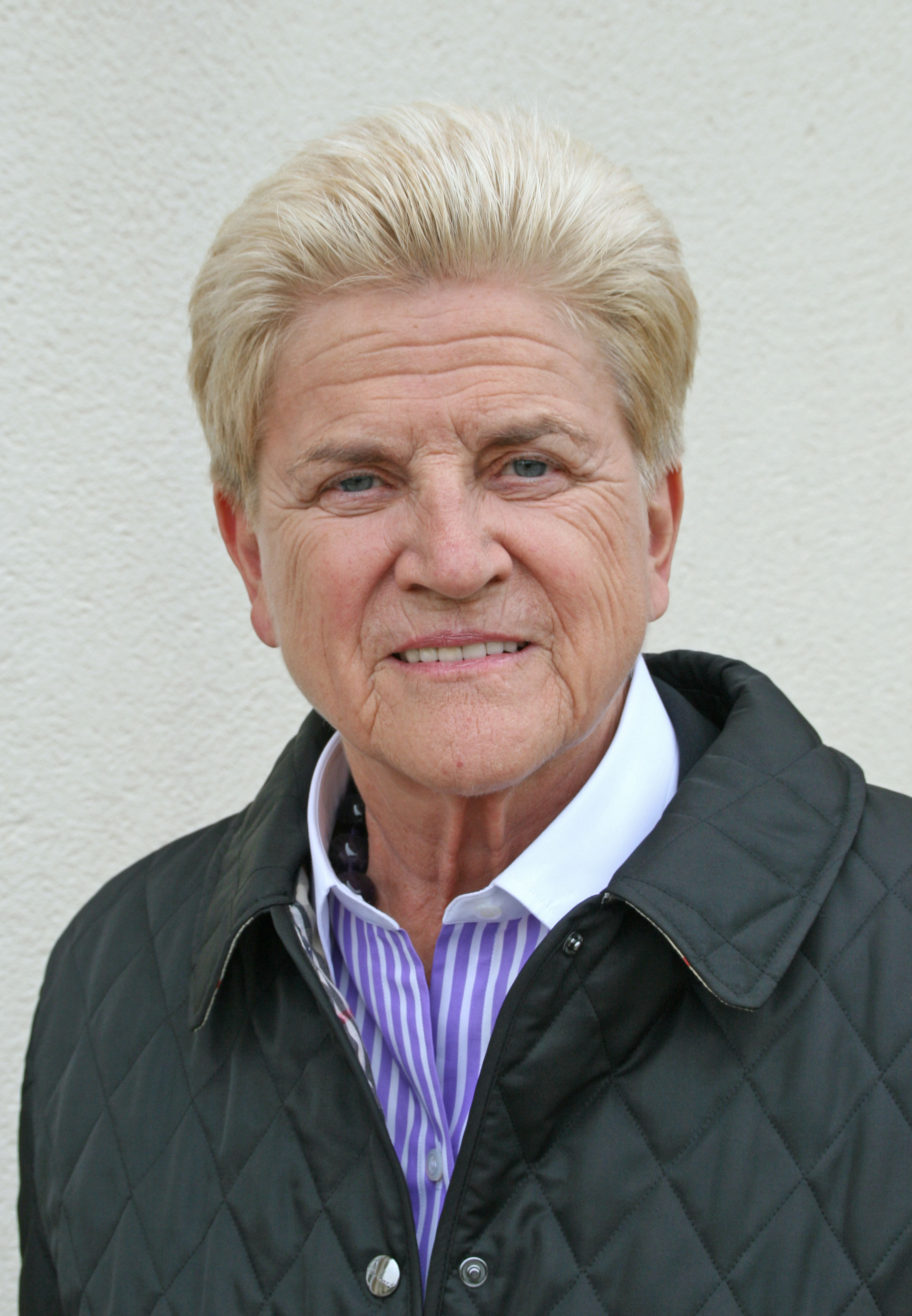
Colette Flesch, vice primera ministra de 1980 a 1984

### 16 de julio de 1979 - 3 de marzo de 1980
| Nombre                                                          | Nombre         | Partido | Cargo/Ministerio                                                            |
| --------------------------------------------------------------- | -------------- | ------- | --------------------------------------------------------------------------- |
|                                                                 | Pierre Werner  | CSV     | Primer ministro                                                             |
| Ministro de Cultura                                             | Pierre Werner  | CSV     |                                                                             |
|                                                                 | Gaston Thorn   | DP      | Vice primer ministro                                                        |
| Ministro de Asuntos Exteriores, Comercio Exterior y Cooperación | Gaston Thorn   | DP      |                                                                             |
| Ministro de Economía y Clase Media                              | Gaston Thorn   | DP      |                                                                             |
| Ministro de Justicia                                            | Gaston Thorn   | DP      |                                                                             |
|                                                                 | Émile Krieps   | DP      | Ministro de Salud                                                           |
| Ministro de la Policía                                          | Émile Krieps   | DP      |                                                                             |
| Ministro de Educación Física y Deporte                          | Émile Krieps   | DP      |                                                                             |
|                                                                 | Camille Ney    | CSV     | Ministro de Agricultura, Viticultura, Agua y Bosques                        |
|                                                                 | Josy Barthel   | DP      | Ministro de Medio Ambiente                                                  |
| Ministro de Transportes, Comunicaciones e Información           | Josy Barthel   | DP      |                                                                             |
| Ministro de Energía                                             | Josy Barthel   | DP      |                                                                             |
|                                                                 | Jacques Santer | CSV     | Ministro de Finanzas                                                        |
| Ministro de Trabajo y Seguridad Social                          | Jacques Santer | CSV     |                                                                             |
|                                                                 | René Konen     | DP      | Ministro de la Función Pública                                              |
| Ministro de Obras Públicas                                      | René Konen     | DP      |                                                                             |
|                                                                 | Jean Wolter    | CSV     | Ministro del Interior                                                       |
| Ministro de Familia, Vivienda Social y Solidaridad Social       | Jean Wolter    | CSV     |                                                                             |
|                                                                 | Fernand Boden  | CSV     | Ministro de Educación Nacional                                              |
| Ministro de Turismo                                             | Fernand Boden  | CSV     |                                                                             |
|                                                                 | Ernest Mühlen  | CSV     | Secretario de Estado de Finanzas                                            |
|                                                                 | Paul Helminger | CSV     | Secretario de Estado de Asuntos Exteriores, Comercio Exterior y Cooperación |
| Secretario de Estado de Economía y Clase Media                  | Paul Helminger | CSV     |                                                                             |
| Secretario de Estado de Justicia                                | Paul Helminger | CSV     |                                                                             |
| Fuente:                                                         |                |         |                                                                             |

### 3 de marzo de 1980 - 22 de noviembre de 1980
| Nombre                                                          | Nombre         | Partido                    | Cargo/Ministerio                                                            |
| --------------------------------------------------------------- | -------------- | -------------------------- | --------------------------------------------------------------------------- |
|                                                                 | Pierre Werner  | CSV                        | Primer ministro                                                             |
| Ministro de Cultura                                             | Pierre Werner  | CSV                        |                                                                             |
|                                                                 | Gaston Thorn   | DP                         | Vice primer ministro                                                        |
| Ministro de Asuntos Exteriores, Comercio Exterior y Cooperación | Gaston Thorn   | DP                         |                                                                             |
| Ministro de Economía y Clase Media                              | Gaston Thorn   | DP                         |                                                                             |
| Ministro de Justicia                                            | Gaston Thorn   | DP                         |                                                                             |
|                                                                 | Émile Krieps   | DP                         | Ministro de Salud                                                           |
| Ministro de la Policía                                          | Émile Krieps   | DP                         |                                                                             |
| Ministro de Educación Física y Deporte                          | Émile Krieps   | DP                         |                                                                             |
|                                                                 | Camille Ney    | CSV                        | Ministro de Agricultura, Viticultura, Agua y Bosques                        |
|                                                                 | Josy Barthel   | DP                         | Ministro de Medio Ambiente                                                  |
| Ministro de Transportes, Comunicaciones e Información           | Josy Barthel   | DP                         |                                                                             |
| Ministro de Energía                                             | Josy Barthel   | DP                         |                                                                             |
|                                                                 | Jacques Santer | CSV                        | Ministro de Finanzas                                                        |
| Ministro de Trabajo y Seguridad Social                          | Jacques Santer | CSV                        |                                                                             |
|                                                                 | René Konen     | DP                         | Ministro de la Función Pública                                              |
|                                                                 | René Konen     | Ministro de Obras Públicas |                                                                             |
|                                                                 | Jean Spautz    | CSV                        | Ministro del Interior                                                       |
| Ministro de Familia, Vivienda Social y Solidaridad Social       | Jean Spautz    | CSV                        |                                                                             |
|                                                                 | Fernand Boden  | CSV                        | Ministro de Educación Nacional                                              |
| Ministro de Turismo                                             | Fernand Boden  | CSV                        |                                                                             |
|                                                                 | Ernest Mühlen  | CSV                        | Secretario de Estado de Finanzas                                            |
|                                                                 | Paul Helminger | CSV                        | Secretario de Estado de Asuntos Exteriores, Comercio Exterior y Cooperación |
| Secretario de Estado de Economía y Clase Media                  | Paul Helminger | CSV                        |                                                                             |
| Secretario de Estado de Justicia                                | Paul Helminger | CSV                        |                                                                             |
| Fuente:                                                         |                |                            |                                                                             |

### 22 de noviembre de 1980 - 21 de diciembre de 1982
| Nombre                                                          | Nombre         | Partido | Cargo/Ministerio                                                            |
| --------------------------------------------------------------- | -------------- | ------- | --------------------------------------------------------------------------- |
|                                                                 | Pierre Werner  | CSV     | Primer ministro                                                             |
| Ministro de Cultura                                             | Pierre Werner  | CSV     |                                                                             |
|                                                                 | Colette Flesch | DP      | Vice primera ministra                                                       |
| Ministra de Asuntos Exteriores, Comercio Exterior y Cooperación | Colette Flesch | DP      |                                                                             |
| Ministra de Economía y Clase Media                              | Colette Flesch | DP      |                                                                             |
| Ministra de Justicia                                            | Colette Flesch | DP      |                                                                             |
|                                                                 | Émile Krieps   | DP      | Ministro de Salud                                                           |
| Ministro de la Policía                                          | Émile Krieps   | DP      |                                                                             |
| Ministro de Educación Física y Deporte                          | Émile Krieps   | DP      |                                                                             |
|                                                                 | Camille Ney    | CSV     | Ministro de Agricultura, Viticultura, Agua y Bosques                        |
|                                                                 | Josy Barthel   | DP      | Ministro de Medio Ambiente                                                  |
| Ministro de Transportes, Comunicaciones e Información           | Josy Barthel   | DP      |                                                                             |
| Ministro de Energía                                             | Josy Barthel   | DP      |                                                                             |
|                                                                 | Jacques Santer | CSV     | Ministro de Finanzas                                                        |
| Ministro de Trabajo y Seguridad Social                          | Jacques Santer | CSV     |                                                                             |
|                                                                 | René Konen     | DP      | Ministro de la Función Pública                                              |
| Ministro de Obras Públicas                                      | René Konen     | DP      |                                                                             |
|                                                                 | Jean Spautz    | CSV     | Ministro del Interior                                                       |
| Ministro de Familia, Vivienda Social y Solidaridad Social       | Jean Spautz    | CSV     |                                                                             |
|                                                                 | Fernand Boden  | CSV     | Ministro de Educación Nacional                                              |
| Ministro de Turismo                                             | Fernand Boden  | CSV     |                                                                             |
|                                                                 | Ernest Mühlen  | CSV     | Secretario de Estado de Finanzas                                            |
|                                                                 | Paul Helminger | CSV     | Secretario de Estado de Asuntos Exteriores, Comercio Exterior y Cooperación |
| Secretario de Estado de Economía y Clase Media                  | Paul Helminger | CSV     |                                                                             |
| Secretario de Estado de Justicia                                | Paul Helminger | CSV     |                                                                             |
| Fuente:                                                         |                |         |                                                                             |

### 21 de diciembre de 1982 - 20 de julio de 1984
| Nombre                                                          | Nombre              | Partido | Cargo/Ministerio                                                            |
| --------------------------------------------------------------- | ------------------- | ------- | --------------------------------------------------------------------------- |
|                                                                 | Pierre Werner       | CSV     | Primer ministro                                                             |
| Ministro de Cultura                                             | Pierre Werner       | CSV     |                                                                             |
|                                                                 | Colette Flesch      | DP      | Vice primera ministra                                                       |
| Ministra de Asuntos Exteriores, Comercio Exterior y Cooperación | Colette Flesch      | DP      |                                                                             |
| Ministra de Economía y Clase Media                              | Colette Flesch      | DP      |                                                                             |
| Ministra de Justicia                                            | Colette Flesch      | DP      |                                                                             |
|                                                                 | Émile Krieps        | DP      | Ministro de Salud                                                           |
| Ministro de la Policía                                          | Émile Krieps        | DP      |                                                                             |
| Ministro de Educación Física y Deporte                          | Émile Krieps        | DP      |                                                                             |
|                                                                 | Josy Barthel        | DP      | Ministro de Medio Ambiente                                                  |
| Ministro de Transportes, Comunicaciones e Información           | Josy Barthel        | DP      |                                                                             |
| Ministro de Energía                                             | Josy Barthel        | DP      |                                                                             |
|                                                                 | Jacques Santer      | CSV     | Ministro de Finanzas                                                        |
| Ministro de Trabajo y Seguridad Social                          | Jacques Santer      | CSV     |                                                                             |
|                                                                 | René Konen          | DP      | Ministro de la Función Pública                                              |
| Ministro de Obras Públicas                                      | René Konen          | DP      |                                                                             |
|                                                                 | Jean Spautz         | CSV     | Ministro del Interior                                                       |
| Ministro de Familia, Vivienda Social y Solidaridad Social       | Jean Spautz         | CSV     |                                                                             |
|                                                                 | Ernest Mühlen       | CSV     | Ministro de Agricultura, Viticultura, Agua y Bosques                        |
|                                                                 | Fernand Boden       | CSV     | Ministro de Educación Nacional                                              |
| Ministro de Turismo                                             | Fernand Boden       | CSV     |                                                                             |
|                                                                 | Paul Helminger      | CSV     | Secretario de Estado de Asuntos Exteriores, Comercio Exterior y Cooperación |
| Secretario de Estado de Economía y Clase Media                  | Paul Helminger      | CSV     |                                                                             |
| Secretario de Estado de Justicia                                | Paul Helminger      | CSV     |                                                                             |
|                                                                 | Jean-Claude Juncker | CSV     | Secretario de Estado de Trabajo y Seguridad Social                          |
| Fuente:                                                         |                     |         |                                                                             |

## Formación
El CSV resultó ganadora de las elecciones del 10 de junio de 1979. Aumentó su número de diputados de 18 a 24. El Partido Demócrata logró ganar un escaño, alcanzando un total de 15 diputados. Los partidos de izquierda sufrieron una derrota. El LSAP obtuvo su peor resultado desde la Segunda Guerra Mundial recibiendo solo 14 diputados.
Los dos ganadores, el CSV y el DP, formaron un gobierno de coalición bajo Pierre Werner .
En el transcurso del período legislativo, se llevaron a cabo varias reorganizaciones ministeriales. Jean Wolter murió el 22 de febrero de 1980 y fue reemplazado por Jean Spautz, ex metalúrgico y sindicalista. A partir del 22 de noviembre de 1980, Colette Flesch sucedió a Gaston Thorn, quien fue designado para presidir la Comisión de las Comunidades Europeas. El 3 de diciembre de 1982, Camille Ney dimitió por motivos de salud. Ernest Muhlen fue ascendido a ministro, mientras que Jean-Claude Juncker se incorporó al gobierno como secretario de Estado de Trabajo y Seguridad Social.

## Política exterior
En el período 1979-1984, dos problemas dominaron las relaciones entre Luxemburgo y sus vecinos. El primero fue el de la construcción de una central nuclear por parte de Francia en Cattenom; el otro era la cuestión a largo plazo de la sede del Parlamento Europeo.

### Cattenom
Habiendo decidido el gobierno luxemburgués no construir una planta de energía en Remerschen, Francia planeó instalar dos unidades adicionales en Cattenom, elevando la capacidad total de la planta a 5,2 MGW. Esta extraordinaria concentración en la proximidad de la frontera generó preocupación entre los círculos políticos luxemburgueses, así como entre el público en general. El 3 de diciembre de 1979, en una reunión franco-alemana-luxemburguesa en Bonn, las delegaciones alemana y luxemburguesa solicitaron que Francia reconsiderara sus planes de construcción; esto, sin embargo, resultó ser en vano. Todas las medidas adoptadas posteriormente por el gobierno se vieron obstaculizadas por la negativa de las autoridades francesas a revertir su decisión de construir Cattenom.

### Parlamento Europeo
El otro tema recurrente fue el de la sede del Parlamento Europeo. Un número creciente de eurodiputados expresaron cada vez más abiertamente su preferencia por Bruselas, y reclamaron un escaño único y definitivo para su institución. El 7 de julio de 1981, el Parlamento Europeo adoptó una resolución destinada a revisar el funcionamiento de la secretaría y los servicios técnicos. Esta resolución parecía apuntar hacia su eventual traslado a Bruselas. Sin embargo, tal decisión era contraria al tratado de fusión de los ejecutivos de 1965 que, en su anexo, estipulaba que "la secretaría y sus servicios permanecen instalados en Luxemburgo". El gobierno luxemburgués presentó una denuncia ante el Tribunal de Justicia de las Comunidades Europeas, donde prevaleció. La acción diplomática del gobierno estuvo dirigida a sensibilizar a los jefes de Gobierno sobre la cuestión de los lugares de trabajo de las Comunidades. Los días 23 y 24 de marzo de 1981, el Consejo Europeo de Maastricht decidió mantener el statu quo en lo que respecta a los lugares de trabajo de las Comunidades.

### Ayuda para el desarrollo
Desde la década de 1980, la ayuda al desarrollo se convirtió gradualmente en un componente importante de la política exterior de Luxemburgo. La ley del 13 de julio de 1982 sobre la ayuda al desarrollo exterior inauguró oficialmente la ayuda pública directa al desarrollo del país. Reguló el estatus de los ciudadanos luxemburgueses activos en los países en desarrollo como agentes de ayuda al desarrollo.  Para un estado pequeño, la ayuda al desarrollo constituía un medio conveniente para afirmarse a nivel internacional y darse una imagen positiva en el mundo.

## Política económica

### Sector siderúrgico
Los primeros años de la década de 1980 estuvieron marcados por un empeoramiento de la crisis del acero. La producción industrial siguió disminuyendo y las exportaciones disminuyeron. La inflación superó el 8%. En octubre de 1982, la DAC, la "División Anticrisis" común a las empresas siderúrgicas, tenía una plantilla récord de 3.850. El Tripartito siderúrgico estuvo casi permanentemente en sesión.
Para salvar la siderurgia, el estado tuvo que reforzar su intervención. A través de reducciones de impuestos y ayudas a la inversión, apoyó el esfuerzo de reestructuración y modernización. Sin embargo, las ayudas financieras del estado adquirieron cada vez más las características de subvenciones directas. Esto llamó la atención de la Comisión Europea, que afirmó que la ayuda estatal a la industria siderúrgica era incompatible con las normas de competencia del mercado común. El gobierno luxemburgués se defendió afirmando que la ayuda nacional era inferior a la de los países vecinos. El gobierno también era consciente de que para reducir los costos de producción, tenía que tratar de frenar la evolución de la "escala móvil" de los salarios. Sin embargo, cada intento de limitar el alcance del índice provocó indignación entre los sindicatos dentro del Tripartito. Sin embargo, la ley del 8 de abril de 1982 restringió la indexación automática de los salarios y limitó el impacto y la frecuencia de los ajustes del índice. Además, introdujo un gravamen especial, denominado contribución nacional a la inversión, del 5%.
Las diversas acciones gubernamentales emprendidas desde 1979 o 1975 no habían logrado estabilizar el sector. Tan pronto como se firmaron los acuerdos Tripartitos, las empresas volvieron a exigir al gobierno. El gobierno también llevó a cabo un examen en profundidad de las posibilidades reales de supervivencia de la producción de acero luxemburguesa. La tarea fue encomendada a Jean Gandois, un experto extranjero que también había sido consultado por el gobierno belga sobre la reestructuración de su industria siderúrgica. Este doble mandato abrió la puerta a fructíferas colaboraciones entre empresas belgas y luxemburguesas. En su informe final, Gandois abogó por la concentración en los sitios principales de ARBED y el desmantelamiento de las instalaciones de menor rendimiento. La reestructuración, prevista para durar hasta 1990, consistía en reducir la producción media anual a 3,5 millones de toneladas de acero y la plantilla a 10.500 trabajadores. El 30 de junio de 1983, la cámara de diputados aprobó un paquete de leyes que entró en vigor el 1 de julio y permitió al gobierno proseguir la reestructuración de la industria siderúrgica, de acuerdo con las recomendaciones del informe Gandois. Paralelamente, el gobierno luxemburgués buscó cooperar con su homólogo belga para generar colaboraciones e intercambios de producción. El 9 de septiembre de 1983 tuvo lugar en Luxemburgo una reunión entre los ministros belga y luxemburgués con el objetivo de definir una estrategia común y organizar el abandono de determinados lugares.

### Divisa
Las fluctuaciones monetarias del período ciertamente complicaron la gestión de la crisis del acero. El 22 de febrero de 1982, el gobierno belga decidió unilateralmente devaluar el franco belga, anulando el acuerdo que requería una decisión conjunta con su socio UEBL. Las autoridades luxemburguesas se encontraron ante un hecho consumado, y solo pudieron lograr una reducción del porcentaje de la devaluación. En un momento, el gobierno luxemburgués contempló retirarse de la unión monetaria. Pierre Werner le pidió a Jelle Zylstra, exgobernador del Nederlandse Bank, que estudiara la viabilidad de un sistema monetario puramente nacional. A diferencia de Hjalmar Schacht, a quien se consultó sobre la misma cuestión en la década de 1920, Zylstra concluyó que Luxemburgo tenía la capacidad de crear una entidad monetaria luxemburguesa separada e independiente. Sin embargo, la asociación monetaria siguió siendo la pieza central de la UEBL, que mantuvo una gran importancia política. El gobierno luxemburgués se conformó con una ampliación de su derecho a imprimir billetes luxemburgueses y aprovechó las circunstancias para aprobar una ley que creaba un Institut monétaire luxembourgeois (IML) en mayo de 1983. El IML reunía en una sola institución diversas competencias que antes estaban dispersas, como la impresión y gestión de billetes y monedas, la vigilancia del sector financiero y bancario, así como la representación de Luxemburgo en organismos internacionales. La creación del IML respondió al deseo del gobierno luxemburgués de entrar como socio de pleno derecho en las instancias de toma de decisiones que se pusieran en marcha en el marco de la futura unión monetaria europea.

### Banca
La política económica del gobierno trató de compensar la pérdida de puestos de trabajo en la industria pesada a través del crecimiento en otros sectores, especialmente en el sector de los servicios. Importantes medidas legislativas y reglamentarias apoyaron el desarrollo y la diversificación de las actividades financieras. En 1979, se creó una comisión gubernamental para estudiar la mejora de la infraestructura legislativa del centro financiero. La ley del 23 de abril de 1981 consagró el secreto bancario. Los banqueros ahora estaban sujetos a la misma confidencialidad que se aplicaba a ciertas profesiones, como médicos o parteras. La divulgación de información confidencial se consideraba un delito punible con prisión o multa. La ley de 25 de agosto de 1983 sobre sociedades de inversión creó un marco legal para los fondos de inversión y les otorgó un estatus fiscal específico. Creó una nueva forma de entidad: la Société d'investissement à capital variable (SICAV). Si bien el desarrollo del euromercado estuvo en la base del auge del centro financiero en la década de 1970, la banca privada y las operaciones fuera de balance que generaron comisiones tomaron la delantera durante la década de 1980. El sector financiero se convirtió en el motor del crecimiento tras la crisis del acero. El número de bancos creció con relativa lentitud: 143 bancos en 1988, en comparación con 111 en 1980. Pero el número de fondos de inversión explotó. En 1980, 76 fondos de inversión representaban activos netos globales de 118 mil millones de francos. En 1988, 473 entidades representaban participaciones equivalentes a 1.668 billones de francos. El gobierno luxemburgués ciertamente se benefició de los obstáculos fiscales, especialmente la retención de impuestos, que encontraron este tipo de empresas en sus países de origen. Sin embargo, el éxito del centro financiero también se basó en una hábil política de nichos que requería flexibilidad y rapidez en la toma de decisiones.

### Radiodifusión por satélite
A principios de la década de 1980, el gobierno se involucró en un sector prometedor, la transmisión por satélite. En una conferencia de los miembros de la Unión Internacional de Telecomunicaciones en Ginebra en 1977, se atribuyó a Luxemburgo cinco canales para la transmisión directa por satélite. El Estado luxemburgués tenía inicialmente la intención de asignarlos a la Compagnie Luxembourgeoise de Télédiffusion (CLT). Sin embargo, los accionistas de la empresa temían los riesgos y gastos que implicaba un satélite. Al mismo tiempo, el gobierno francés ejerció una fuerte presión hasta el punto de que Luxemburgo abandonó sus propios planes y ofreció a CLT la posibilidad de participar en el satélite francés TDF-1. Esto llevó al gobierno luxemburgués a recurrir a un experto estadounidense, Clay T. Whitehead, quien abogó por el concepto de un satélite de potencia media y creó un grupo consultor, Coronet Research. Su plan de satélites fue finalmente asumido por el gobierno de Santer y su realización confiada a la Société européenne des satellites (SES).

## Política doméstica

### Víctimas de la Segunda Guerra Mundial
El gobierno de Werner-Flesch finalmente encontró una solución a una cuestión que había preocupado a la política interna durante más de 30 años. La ley del 12 de junio de 1981 reconoció oficialmente como víctimas del nazismo a los luxemburgueses que habían sido reclutados por la fuerza en la Wehrmacht durante la ocupación alemana en la Segunda Guerra Mundial; por lo tanto, puso fin a la discriminación moral y material entre las diferentes categorías de víctimas de la Segunda Guerra Mundial.

### Escuelas secundarias
El gobierno también logró armonizar e integrar los diferentes sistemas de educación secundaria, pública y privada. La ley del 31 de mayo de 1982 definió la participación financiera del Estado en los presupuestos de las escuelas privadas. Estableció un sistema contractual que sometía a las escuelas privadas a un control de su plan de estudios y de las calificaciones de sus maestros, a cambio de subsidios estatales.

### Idiomas
En el ámbito cultural, la ley del 24 de febrero de 1984 regula el uso de los idiomas en Luxemburgo. Reafirmó el trilingüismo como base de la identidad nacional: "La lengua nacional de los luxemburgueses es el luxemburgués". Se confirmó el francés como lengua legislativa. El francés, el alemán y el luxemburgués eran los idiomas administrativos y judiciales.